# Cá ngừ đuôi dài
Cá ngừ đuôi dài hay cá ngừ bò (danh pháp khoa học: Thunnus tonggol) là một loài cá thuộc họ Cá thu ngừ. Cá ngừ đuôi dài có thể Thunnus tonggol đạt chiều dài 145 cm và cân nặng đến 35,9 kg. So với cá ngừ tương tự về kích thước, tốc độ tăng trưởng chậm hơn và sống lâu hơn, có thể làm cho cá ngừ đuôi dài dễ bị tổn thương trước việc đánh bắt quá mức.